# Krasna
Krasna je naselje v Občini Poljčane.